# Copán megye
Copán Honduras egyik megyéje. Az ország nyugati részén terül el. Székhelye Santa Rosa de Copán. Területe korábban a Gracias nevű közigazgatási egység (partido) részét képezte Santa Rosa de los Llanos néven.

## Földrajz
Az ország nyugati részén elterülő megye nyugaton és északon Guatemalával, keleten Santa Bárbara és Lempira, délen pedig Ocotepeque megyével határos. Lempira és Ocotepeque megyével alkotott hármashatárán található a Celaque Nemzeti Park.

## Népesség
Ahogy egész Hondurasban, a népesség növekedése Copán megyében is gyors. A változásokat szemlélteti az alábbi táblázat:
| Év             | Lakosság |
| -------------- | -------- |
| 1988           | 227 883  |
| 2001           | 288 766  |
| 2010 (becsült) | 362 226  |